# Hermann Steche
Christian Hermann Steche (* 21. Februar 1813 in Wildeshausen; † 12. Januar 1884 in Oldenburg in Oldenburg) war ein deutscher Verwaltungsbeamter und Parlamentarier.

## Leben
Hermann Steche studierte an der Ruprecht-Karls-Universität Heidelberg. 1833 wurde er Mitglied des Corps Guestphalia Heidelberg. Nach dem Studium trat er in den Staatsdienst des Großherzogtums Oldenburg ein. Er wurde Regierungsassessor und in der Folge Regierungsrat. Zuletzt war er Geheimer Oberregierungsrat in Oldenburg (Oldenburg).
Von 1854 bis 1857 gehörte Steche dem Oldenburgischen Landtag an.